# 大石头镇
大石头镇，是中华人民共和国吉林省延边朝鲜族自治州敦化市下辖的一个乡镇级行政单位。

## 行政区划
大石头镇下辖以下地区：
金融社区、商业社区、星火社区、西林社区、铁北社区、东林一社区、东林二社区、东站社区、太平村、大榆树川村、文化村、民胜村、新立村、红星村、二河子村、三河村、哈尔巴岭村、回族村、增益村、长胜村、永乐村、河北村、东昌村、长青村、永青村、明星村和三道梁子村。

## 交通
- 长珲城际铁路：大石头南站

## 名人
- 李雪花: 聊聊与快手著名脱口秀网红, 代表作三舅传奇和大姨传奇等